# Batallón de Ingenieros Blindado 2
El Batallón de Ingenieros Blindado 2 "General José Francisco Ramírez" (B Ing Bl 2) es una unidad táctica de ingenieros del Ejército Argentino con asiento de paz en la guarnición militar de Concepción del Uruguay, provincia de Entre Ríos, y con dependencia orgánica de la II Brigada Blindada.

## Reseña
Fue creado el 5 de septiembre de 2003 con fuerzas del Batallón de Ingenieros 3 Escuela y el Escuadrón de Ingenieros Blindado 2 (unidades que quedaron disueltas) en los cuarteles de Concepción del Uruguay, con dependencia orgánica de la II Brigada Blindada.